# Chirbat Salama
Chirbat Salama (arab. خربة سلامة) – wieś w Syrii, w muhafazie Aleppo. W 2004 roku liczyła 101 mieszkańców.